# Антиоксидант
Антиоксидантите (или противо-окислител) са група биохимични вещества, действащи благоприятно и отпускащо върху човешкия организъм. Те са нискомолекулни съединения, попадащи в организма чрез различни хранителни продукти. Основното свойство на тези вещества е унищожаването на свободните радикали в организма, като тежки метали, токсини, които отделят отровни оксиди и застрашават организма от пагубни болести. Те се свързват със свободните радикали и спират вредното им влияние върху организма. Като антиоксиданти могат да бъдат определени различни видове органични и неорганични съединения, като: Пикочна киселина, която при хората осигурява над половината от антиоксидантния капацитет на кръвната плазма, Аскорбинова киселина (Витамин C), Витамин Е, Флавоноидни вещества, Фелурова киселина и други. Антиоксидантите не само унищожават свободните радикали, но и подобряват физиологията на организма, като го предпазват от вируси, бактерии, токсични вещества и подобряват имунната система. Селенът и цинкът често се споменават като антиоксиданти, въпреки че тези химически елементи сами по себе си нямат антиоксидантно действие, а подпомагат косвено активността на някои антиоксидантни ензими.